# Stan wyjątkowy w Bahrajnie (2011)
Stan wyjątkowy w Bahrajnie (2011) – stan wyjątkowy wprowadzony przez króla Hamada ibn Isa Al-Chalifa 17 lutego 2011. Przyczyną wprowadzenia stanu wyjątkowego była fala protestów antyrządowych. Został zniesiony 1 czerwca 2011.